# Pacific Pinball Museum
Het Pacific Pinball Museum is een museum over de geschiedenis van de flipperkast sinds 1879. Het museum werd in 2004 opgericht en bevindt zich in Alameda, in de Amerikaanse staat Californië. De oprichter, Michael Schiess, was de machines in 2001 beginnen te verzamelen.